# ملعب الأهلي (البحرين)
ملعب الأهلي هو ملعب متعدد الاستخدامات في قرية الزنج في المنامة عاصمة البحرين. يتم استخدامه حاليا في الغالب لمباريات كرة القدم وهو الملعب الرئيسي للنادي الأهلي. الملعب يتسع لحضور 10 آلاف شخص. الملعب يستضيف أحيانا الحفلات الموسيقية.